# Magumma parva
El anianiau (Magumma parva) es una especie de ave paseriforme de la familia Fringillidae endémica de los bosques de los montes de la isla de Kauai, en el archipiélago de Hawái.
Esta especie pertenece a la tribu Hemignathini pero parece estar bastante alejado de los miembros típicos de Hemignathus (los amakihis y nukupuus), por lo que se sitúa en su propio género, Magumma, como única especie.

## Descripción

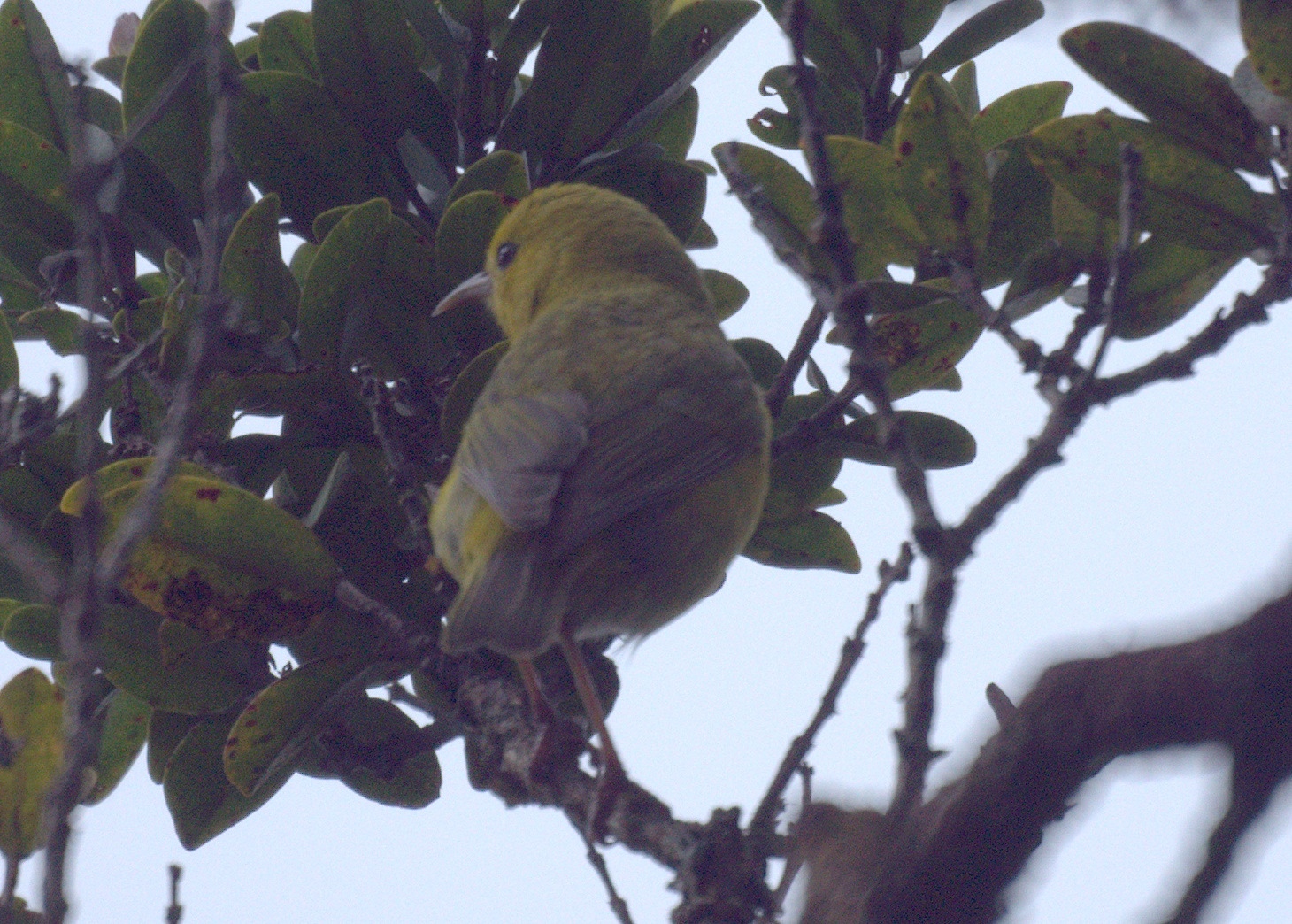
Hembra de anianiau.

El anianiau un pájaro de plumaje color amarillo, salvo en sus plumas de vuelo que son negruzcas con bordes amarillos. Con sus 10 cm de largo y 10 g de peso es el menor de los mieleros hawaianos. Su pico es largo y ligeramente curvado hacia abajo. El plumaje de la hembra es más uniforme y de un tono verdoso amarillento más apagado que el amarillo intenso de los machos. La llamada de este pájaro consiste en un par de notas de tipo tiw-wiit, mientras que su canto es un trion de tipo wii-sii, wii-wii, wii-sii.

## Hábitat
El anianiau se encuentra en los bosques húmedos hawaianos en altitudes por encima de los 600 metros. La mayor densidad de población se encuentra por encima de los 1100 m s. n. m. Las especies de árboles dominantes en su hábitat son el koa (Acacia koa), la ōhia lehua (Metrosideros polymorpha), el ōlapa (Cheirodendron trigynum), y el lapalapa (C. platyphyllum).

## Alimentación
El anianiau se alimenta principalmente de néctar de las flores de especies como la ōhia lehua (Metrosideros polymorpha), el ōhelo (Vaccinium spp.) y el alani (Melicope spp.). Además atrapa artrópodos de los árboles, arbustos y enredaderas.

## Reproducción
La época de cría del anianiau se prolonga de febrero a junio. La hembra construye un pequeño nido en forma de cuenco con ramitas y líquenes sobre un árbol de ōhia. Generalmente pone tres huevos. Los polluelos son de color amarillo y son alimentados con una dieta principalmente proteínica compuesta de orugas. Tardan en tres semanas en desarrollarse y dejar el nido.

## Descubrimiento
El anianiau fue descubierto por la ciencia occidental en la década de 1830, pero no volvió a ser avisado hasta cincuenta años después. La especie no fue bien estudiada hasta la década de 1960.

## Conservación
El área de distribución del anianiau se ha reducido en un 85%, y anteriormente se podía encontrar en todos los bosques de Kauai. La degradación del hábitat y la invasión de plantas no nativas son la principal amenaza para esta especie. Las enfermedades transmitidas por mosquitos como la malaria aviar y la viruela aviar raramente se observan en los anianiaus en cautividad, por lo que no deben ser una causa importante de mortaidad. La depredación por parte de las ratas y los gatos son posibles pero no ha sido documentada. Esta especie está protegida en las reserva natural Alakai y sus alrededores además de en los parques del cañón Waimea y Koke'e.